# 鲍博什德布雷泰
鲍博什德布雷泰，是匈牙利佐洛州所辖的一个村，总面积12.52平方公里，总人口522，人口密度41.7人/平方公里（2010年1月1日）。